# Rajnovac
Rajnovac es un pueblo de la municipalidad de Velika Kladuša, en el cantón de Una-Sana, Bosnia y Herzegovina.

## Superficie
Posee una superficie de 6,07 kilómetros cuadrados.

## Demografía
Hasta 2013 la población era de 682 habitantes, con una densidad de población de 112,3 habitantes por kilómetro cuadrado.